# Tirupur
Tirupur (o Tiruppur) è una suddivisione dell'India, classificata come municipality, di 346.551 abitanti, capoluogo del distretto di Tirupur, nello stato federato del Tamil Nadu. In base al numero di abitanti la città rientra nella classe I (da 100.000 persone in su) e l'agglomerato urbano raggiunge i 550.826 abitanti.

## Geografia fisica
La città è situata a 11° 5' 60 N e 77° 20' 60 E e ha un'altitudine di 294 m s.l.m..

## Società

### Evoluzione demografica
Al censimento del 2001 la popolazione di Tirupur assommava a 346.551 persone, delle quali 180.629 maschi e 165.922 femmine. I bambini di età inferiore o uguale ai sei anni assommavano a 35.078, dei quali 17.589 maschi e 17.489 femmine. Infine, coloro che erano in grado di saper almeno leggere e scrivere erano 262.449, dei quali 147.797 maschi e 114.652 femmine.